# Tour du Cameroun 2011
Die 9. Tour du Cameroun fand vom 27. Februar bis zum 7. März 2011 statt. Das Etappenrennen wurde in sieben Etappen über eine Distanz von 850,1 Kilometern ausgetragen. Es gehörte zur UCI Africa Tour 2011 und war dort in die Kategorie 2.2 eingestuft. Ursprünglich war die Rundfahrt vom 15. bis zum 26. Februar angesetzt worden.
Überlegen sicherte sich der Burkiner Oumarou Minoungou den Gesamtsieg, sein ärgster Rivale, der einheimische Martinien Tega lag schon mehr als drei Minuten zurück. Minoungous Landsmann Rasmane Ouédraogo komplettierte das Podium als Dritter.

## Etappen
| Etappe | Tag         | Start–Ziel          | km    | Etappensieger     | Gesamtführender   |
| ------ | ----------- | ------------------- | ----- | ----------------- | ----------------- |
| 1.     | 27. Februar | Moutourwa – Maroua  | 139,6 | Oumarou Minoungou | Oumarou Minoungou |
| 2.     | 28. Januar  | Fiquil – Garoua     | 105   | Clovis Guewa      | Oumarou Minoungou |
| 3.     | 1. März     | Mbe – Ngouandéré    | 78    | Gasore Hategeka   | Oumarou Minoungou |
| 4.     | 3. März     | Bafoussam – Bamenda | 80    | Obedi Ruvogera    | Oumarou Minoungou |
| 5.     | 4. März     | Nkongsamba – Douala | 145   | Rasmane Ouédraogo | Oumarou Minoungou |
| 6.     | 5. März     | Douala – Kribi      | 167,5 | Christian Eminger | Oumarou Minoungou |
| 7.     | 7. Februar  | Pouma – Yaoundé     | 135   | Nicolas Chadefaux | Oumarou Minoungou |